# Candonocypris sarsi
Candonocypris sarsi är en kräftdjursart som beskrevs av Danforth 1948. Candonocypris sarsi ingår i släktet Candonocypris och familjen Cyprididae. Inga underarter finns listade.